# Hubert Speidel
Hubert Speidel (* 12. Mai 1934 in Mergelstetten) ist ein deutscher Psychosomatiker, Nervenarzt, Psychoanalytiker und emeritierter Hochschullehrer.

## Werdegang
Nach dem Studium der Medizin promovierte Hubert Speidel 1964 an der Universität Tübingen über Untersuchungen mit dem Wartegg-Zeichentest über den Zusammenhang zwischen körperlicher und seelischer Entwicklung während der Pubertät. Anschließend folgten Weiterbildungen zum Nervenfacharzt und zum Facharzt für Psychotherapeutische Medizin sowie die Weiterbildung zum Psychoanalytiker bei der Deutschen Psychoanalytischen Vereinigung, für die er seitdem als Lehr- und Kontrollanalytiker tätig ist. Ab 1973 war Speidel Oberarzt an der Psychiatrischen und Nervenklinik des Universitätsklinikums Hamburg-Eppendorf; ab 1975 war er nach seiner Habilitation ebenda Privatdozent, bevor er ebenda 1980 Professor an der Psychosomatischen Abteilung geworden ist. 1983 wurde Speidel schließlich zum Direktor der Klinik für Psychotherapie und Psychosomatik der Universität Kiel auf den Lehrstuhl für Psychosomatik und Psychotherapie berufen, den er bis zu seiner Emeritierung 1999 und anschließend kommissarisch bis 2001 innehatte.
Speidel war zudem von 1996 bis 1999 Chefarzt des Bereichs Psychosomatische Medizin der Segeberger Kliniken, Bad Segeberg. Von 1982 bis 1999 war er ferner Mitherausgeber der Fachzeitschrift Psychotherapie Psychosomatik Medizinische Psychologie. 1989 gründete Speidel das John-Rittmeister-Institut für Psychoanalyse, Psychosomatik und Psychotherapie Schleswig-Holstein e.V. und fungierte bis 1999 als dessen erster Vorsitzender. Er war außerdem von 1992 bis 1996 Vorsitzender des Deutschen Kollegiums für Psychosomatische Medizin. Speidel ist Mitglied der Schleswig-Holsteinischen Universitäts-Gesellschaft und Vorstandsmitglied der Anna Amalia und Goethe Akademie zu Weimar.
Speidel betreibt eine psychotherapeutisch-psychoanalytische Praxis in Kiel, in der er u. a. analytische Psychotherapie und tiefenpsychologisch fundierte Psychotherapie sowie Selbsterfahrung, Supervision und eine Balint-Gruppe zur Weiterbildung für Ärzte anbietet.

## Veröffentlichungen (Auswahl)
- Untersuchungen mit dem Wartegg-Zeichentest über den Zusammenhang zwischen körperlicher und seelischer Entwicklung während der Pubertät. Tübingen: o. V., 1964.
- zus. mit Bernhard Strauß als Hrsg.: Zukunftsaufgaben der psychosomatischen Medizin. Berlin/Heidelberg: Springer, 1989, ISBN 978-3-642-73842-5.
- als Hrsg.: Aus der Werkstatt der Psychoanalytiker. Wiesbaden: Westdt. Verl., 2003, ISBN 978-3-531-14095-7.
- Beiträge zu Goethe und Anna Amalia (2006–2012). Weimar: Denkena, 2012, ISBN 978-3-936177-34-3.
- Zur Ideologie der Goethe-Stiftung und der Klassik Stiftung Weimar im Kampf gegen Ettore Ghibellino. Weimar: Denkena, 2013, ISBN 978-3-936177-19-0.
- Verbot und Übertretung in Mythos, Religion und Literatur. In: Brigitte Boothe (Hrsg.): Wenn doch nur – ach hätt ich bloß. Die Anatomie des Wunsches, S. 162–181. Zürich: rüffer & rub, 2013, ISBN 978-3-907625-63-7.
- zus. mit Wilhelm Solms als Hrsg.: Goethe, Charlotte von Stein und Anna Amalia in neuem Licht. Marburg: TransMIT/LiteraturWissenschaft.de, 2020, ISBN 978-3-936134-69-8.
- zus. mit Wilhelm Solms und Elisabeth Vargen als Hrsg.: Liebesbeziehungen auf Goethes Weg nach Weimar und Rom im Spiegel seiner Werke. Marburg: TransMIT/LiteraturWissenschaft.de, 2022, ISBN 978-3-936134-86-5.